# Mednarodni odbor za vojaški šport
Mednarodni odbor za vojaški šport (uradno francosko Conseil International du Sport Militaire; kratica CISM) je najvišje organizacijsko telo, ki organizira mednarodna tekmovanja med pripadniki oboroženih sil različnih držav, tako v vojaških kot navadnih športih.

## Zgodovina
CISM je bil uradno ustanovljen 18. februarja 1948, ko so Belgija, Danska, Francija, Luksemburg in Nizozemska organizirale prvo mednarodno sabljaško tekmovanje med pripadniki oboroženih sil.
Predhodnik današnjega odbora pa je bil Športni odbor zavezniški sil (angleško Allied Forces Sports Council), ki je bil prvotno ustanovljen leta 1919 po koncu prve svetovne vojne, a je kmalu prenehal obstajati. Ponovno je bil ustanovljen leta 1946 po koncu druge svetovne vojne, a je tudi prenehal obstajati. 
Dve leti pozneje so ustanovili CISM, pri čemer je projekt zaživel. V 90. letih 20. stoletja je Mednarodni olimpijski odbor priznal CISM kot krovno športno organizacijo. Danes CISM združuje 127 držav.

## Organizacija
- predsednik Mednarodnega odbora za vojaški šport
- štirje podpredsedniki Mednarodnega odbora za vojaški šport
- Odbor direktorjev
- Generalni zbor Mednarodnega odbora za vojaški šport
- Generalno tajništvo Mednarodnega odbora za vojaški šport (Bruselj,  Belgija)
- Generalni zakladnik Mednarodnega odbora za vojaški šport
- Regionalne povezovalne pisarne
- Komisije

## Tekmovanja
- Svetovne vojaške igre (na nivoju olimpijskih iger)
- Svetovno vojaško prvenstvo v zračnem pentatlonu
- Svetovno vojaško prvenstvo v vojaškem pentatlonu
- Svetovno vojaško prvenstvo v pomorskem pentatlonu
- Svetovno vojaško prvenstvo v košarki
- Svetovno vojaško prvenstvo v boksu
- Svetovno vojaško prvenstvo v kolesarstvu
- Svetovno vojaško prvenstvo v krosu
- Svetovno vojaško prvenstvo v jahanju
- Svetovno vojaško prvenstvo v sabljanju
- Svetovno vojaško prvenstvo v nogometu
- Svetovno vojaško prvenstvo v golfu
- Svetovno vojaško prvenstvo v rokometu
- Svetovno vojaško prvenstvo v judu
- Svetovno vojaško prvenstvo v modernem pentatlonu
- Svetovno vojaško prvenstvo v padalstvu
- Svetovno vojaško prvenstvo v orientaciji
- Svetovno vojaško prvenstvo v jadranju
- Svetovno vojaško prvenstvo v streljanju
- Svetovno vojaško prvenstvo v smučanju
- Svetovno vojaško prvenstvo v plavanju
- Svetovno vojaško prvenstvo v taekwondoju
- Svetovno vojaško prvenstvo v atletiki
- Svetovno vojaško prvenstvo v odbojki
- Svetovno vojaško prvenstvo v tratlonu
- Svetovno vojaško prvenstvo v rokoborbi

## Članice
- Evropa:

- Albanija, Armenija, Azerbajdžan, Nemčija, Avstrija, Belgija, Belorusija, Bolgarija, Hrvaška, Ciper, Danska, Španija, Estonija, Finska, Francija, Gruzija, Grčija, Madžarska, Irska, Italija, Latvija, Litva, Luksemburg, Makedonija, Norveška, Nizozemska, Poljska, Portugalska, Romunija, Rusija, Slovaška, Slovenija, Švedska, Švica, Češka, Turčija, Ukrajina

- Južna Amerika:

- Argentina, Bolivija, Brazilija, Čile, Kolumbija, Ekvador, Paragvaj, Peru, Surinam, Urugvaj, Venezuela

- Severna Amerika:

- Barbados, Kanada, Dominikanska republika, ZDA, Gvatemala, Jamajka, Trinidad in Tobago

- Afrika:

- Benin, Burkina Faso, Zelenortski otoki, Slonokoščena obala, Gambija, Gana, Gvineja Bissau, Gvineja, Mali, Niger, Nigerija, Senegal, Sierra Leone, Togo, Alžirija, Egipt, Libija, Maroko, Mavretanija, Sudan, Tunizija, Burundi, Džibuti, Kenija, Ruanda, Uganda, Kamerun, Srednjeafriška republika, Republika Kongo, Demokratična republika Kongo, Gabon, Ekvatorialna Gvineja, Čad, Republika Južna Afrika, Angola, Bocvana, Lesoto, Madagaskar, Malavi, Namibija, Svaziland, Tanzanija, Zambija, Zimbabve

- Azija

- Saudova Arabija, Bahrajn, Združeni arabski emirati, Jordanija, Kuvajt, Libanon, Oman, Katar, Sirija, Jemen, Indija, Iran, Pakistan, Kazahstan, Kirgizistan, Uzbekistan, Filipini, Šrilanka, Tajska, Vietnam, Ljudska republika Kitajska, Južna Koreja, Severna Koreja, Mongolija

## Nagrade
- Mušketirski pokal
- Solidarnostni pokal
- Pokal za pošteno igro
- naziv častni član
- red za zasluge
- zvezda športnih zaslug